# Marginalia

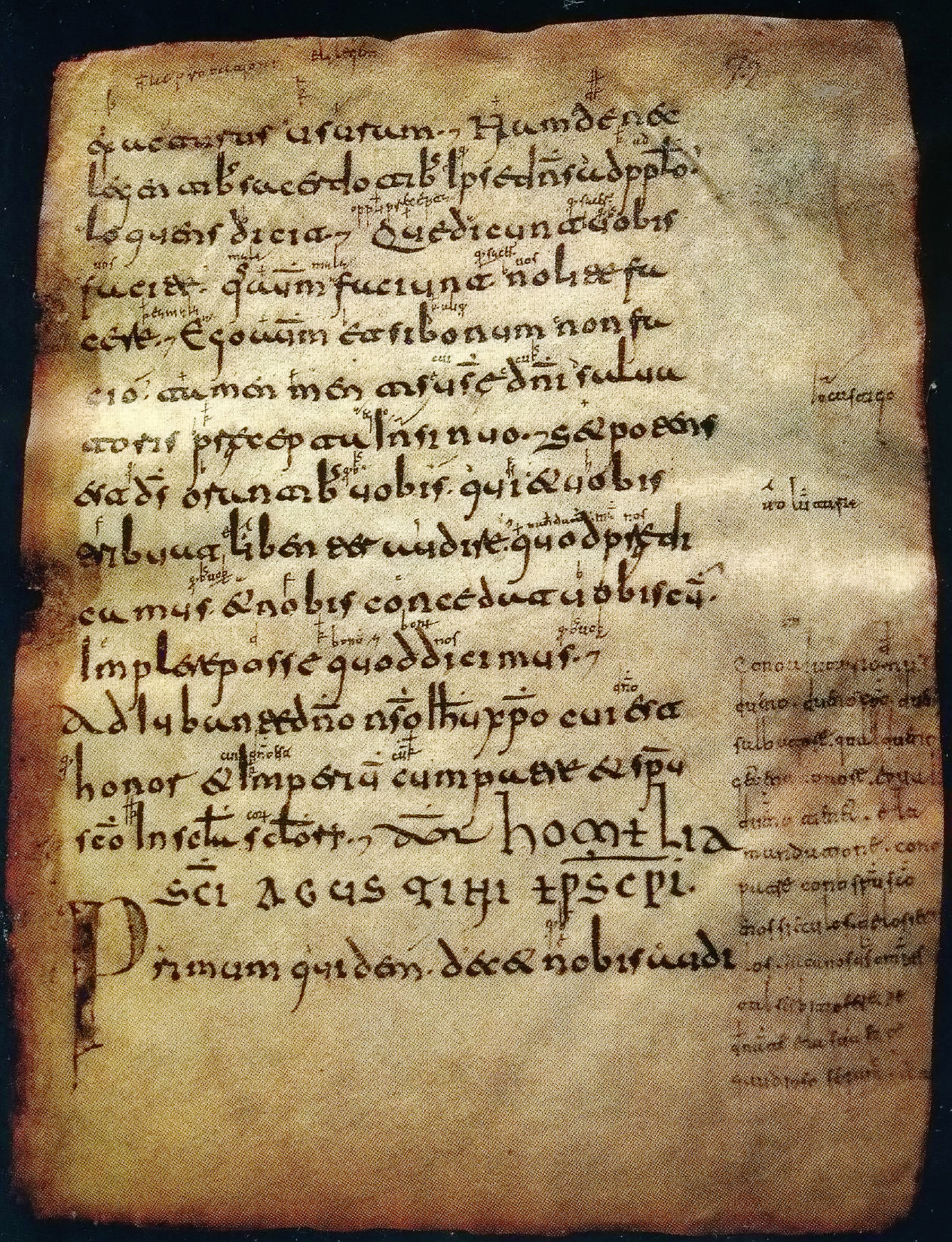
Glosy marginalne

Marginalia (z łac. marginālis 'będący na skraju' od margo 'skraj, brzeg') – notki, hasła lub tytuliki, składane pismem w mniejszym stopniu pisma niż tekst podstawowy, umieszczane poza formatem kolumny w wąskim łamie, zwykle na marginesie zewnętrznym stronicy. Składane są zazwyczaj w chorągiewkę ze względu na niewielką szerokość marginesu. Linia pisma pierwszego wiersza każdego z marginaliów powinna się zgadzać z linią pisma tekstu podstawowego. Odległość między kolumną a łamem marginaliów powinna wynosić minimum 6 pt.
W rękopisach biblijnych na marginesach zamieszczane są znaki dzielące tekst na mniejsze jednostki, jak numery κεφαλαια (rozdziały), albo Sekcje Ammoniusza. Numery Sekcji Ammoniusza często są podawane wraz z odsyłaczami do Kanonów Euzebiusza. Jeżeli dany rękopis biblijny miał służyć do czytań liturgicznych, to na marginesie tekstu zamieszczano noty liturgiczne, oznaczano początek i koniec danej lekcji. Na marginesach zamieszczano też późniejsze korekty, scholia i rozmaite noty.